# Тітагуас
Тітагуас, Тітагуес (ісп. Titaguas (офіційна назва), валенс. Titagües) — муніципалітет в Іспанії, у складі автономної спільноти Валенсія, у провінції Валенсія. Населення — 525 осіб (2010).

## Географія
Муніципалітет розташований на відстані близько 230 км на схід від Мадрида, 75 км на північний захід від Валенсії.

## Демографія
Динаміка населення (INE ):

## Галерея зображень

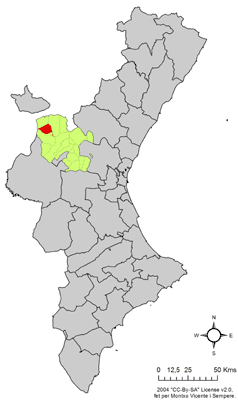
Розташування муніципалітету Тітагуас у автономній спільноті Валенсія
Розташування муніципалітету Тітагуас у комарці Лос-Серранос
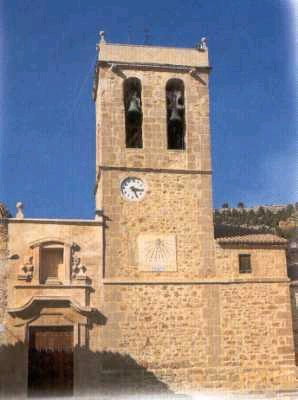
Парафіяльна церква